# Europaparlamentsvalet i Danmark 2019
Europaparlamentsvalet i Danmark 2019 ägde rum 26 maj 2019. I Danmark valdes 13 av totalt 751 platser i parlamentet. Redan före valet hade Storbritanniens beslutat om utträde ur unionen. Men eftersom något avtal om hur utträdet skulle gå till inte hade trätt i kraft, fick Storbritannien också delta i valet. Dessa kandidater förväntades dock snart utträda ur parlamentet och inom EU bestämdes att dessa delvis skulle ersättas av att vissa länder fick fler mandat. Danmark fick ett av dessa mandat som tog plats i parlamentet från 1 februari 2020.

## Rösträtt
Rätt att delta i valet hade alla EU-medborgare som var bosatta i Danmark och danska medborgare som var bosatta utomlands. Ingen fick dock rösta på mer än ett ställe. EU-medborgare boende i Grönland eller Färöarna hade inte rätt att rösta.

## Valbara kandidater
Valbara var partier som var representerade i Folketinget eller Europaparlamentet sex veckor före valet. Ett parti kunde också delta om före valet minst 70 380 personer, vilket motsvarar två procent av de giltiga rösterna vid senaste Folketingsvalet, avgivit en förklaring att de stöder partiet.
Följande valförbund deltog:
- Socialdemokratiet och Socialistisk Folkeparti
- Radikale Venstre och Alternativet
- Det Konservative Folkeparti, Liberal Alliance och Venstre
- Folkebevægelsen mod EU och Enhedslisten

Fördelen med att delta i ett valförbund är att valsystemet gynnar stora partier och förbund på bekostnad på små partier.

## Valresultat
Störst framgång blev valet för Venstre som tog två nya mandat, Enhedslisten som ställde upp i valet för första gången, Socialistisk Folkeparti och Radikale Venstre som vann varsina mandat. Dansk Folkeparti förlorade tre mandat, Folkebevægelsen mod EU förlorade sitt enda mandat och åkte ur parlamentet. Alternativet ställde upp för första gången men vann inget mandat.
| Parti                         | röster    | %     | mandat  | ändring % | ändring mandat | partigrupp |
| ----------------------------- | --------- | ----- | ------- | --------- | -------------- | ---------- |
| Socialdemokratiet             | 592 645   | 21,5  | 3       | ▲ +2,4    | ▬ 0            | S&D        |
| Radikale Venstre              | 277 929   | 10,1  | 2       | ▲ +3,6    | ▲ +1           | ALDE       |
| Det Konservative Folkeparti   | 170 544   | 6,2   | 1       | ▼ -2,9    | ▬ 0            | EPP        |
| Socialistisk Folkeparti       | 364 895   | 13,2  | 2       | ▲ +2,2 %  | ▲ +1           | G-EFA      |
| Liberal Alliance              | 60 693    | 2,2   | 0       | ▼ -0,7    | ▬ 0            |            |
| Folkebevægelsen mod EU        | 102 101   | 3,7   | 0       | ▼ -4,4    | ▼ -1           |            |
| Dansk Folkeparti              | 296 978   | 10,7  | 1       | ▼ -15,9   | ▼ -3           | ID         |
| Venstre                       | 648 203   | 23,5  | 3 (4)   | ▲ +6,8    | ▲ +1 (+2)      | ALDE       |
| Enhedslisten                  | 151 903   | 5,5   | 1       | ▲ +5,5    | ▲ +1           | GUE/NGL    |
| Alternativet                  | 92 964    | 3,4   | 0       | ▲ +3,4    | ▬ 0            |            |
| Giltiga röster                | 2 758 855 | 100 % | 13 (14) |           |                |            |
| Blanka                        | 32 516    |       |         |           |                |            |
| Övriga ogiltiga               | 8 658     |       |         |           |                |            |
| Total ogiltiga                | 41 174    |       |         |           |                |            |
| Totalt Avgivna röster         | 2 800 029 |       |         |           |                |            |
| Röstberättigade/Valdeltagande | 4 237 550 | 66,08 |         |           |                |            |

### Valda parlamentariker
Valda blev (antal personröster inom parentes):
Venstre
1. Morten Løkkegaard (207 558)
2. Søren Gade (201 626)
3. Asger Christensen (31 303)
4. Linea Søgaard-Lidell (24 145)[a]

Socialdemokratiet
1. Jeppe Kofod (188 757)
  - Ersatt av Marianne Vind från 27 juni 2019
2. Christel Schaldemose (65 179)
3. Niels Fuglsang (29 444)

Socialistisk Folkeparti
1. Margrete Auken (199 522)
2. Karsten Hønge (19 687)
  - Hønge avstod sin plats och ersattes av Kira Marie Peter-Hansen

Radikale Venstre
1. Morten Helveg Petersen (97 667)
2. Karen Melchior (17.292)

Dansk Folkeparti
1. Peter Kofod (119 408)

Det Konservative Folkeparti
1. Pernille Weiss (80 104)

Enhedslisten
1. Nikolaj Villumsen (50 567)